# Scoutisme en Algérie

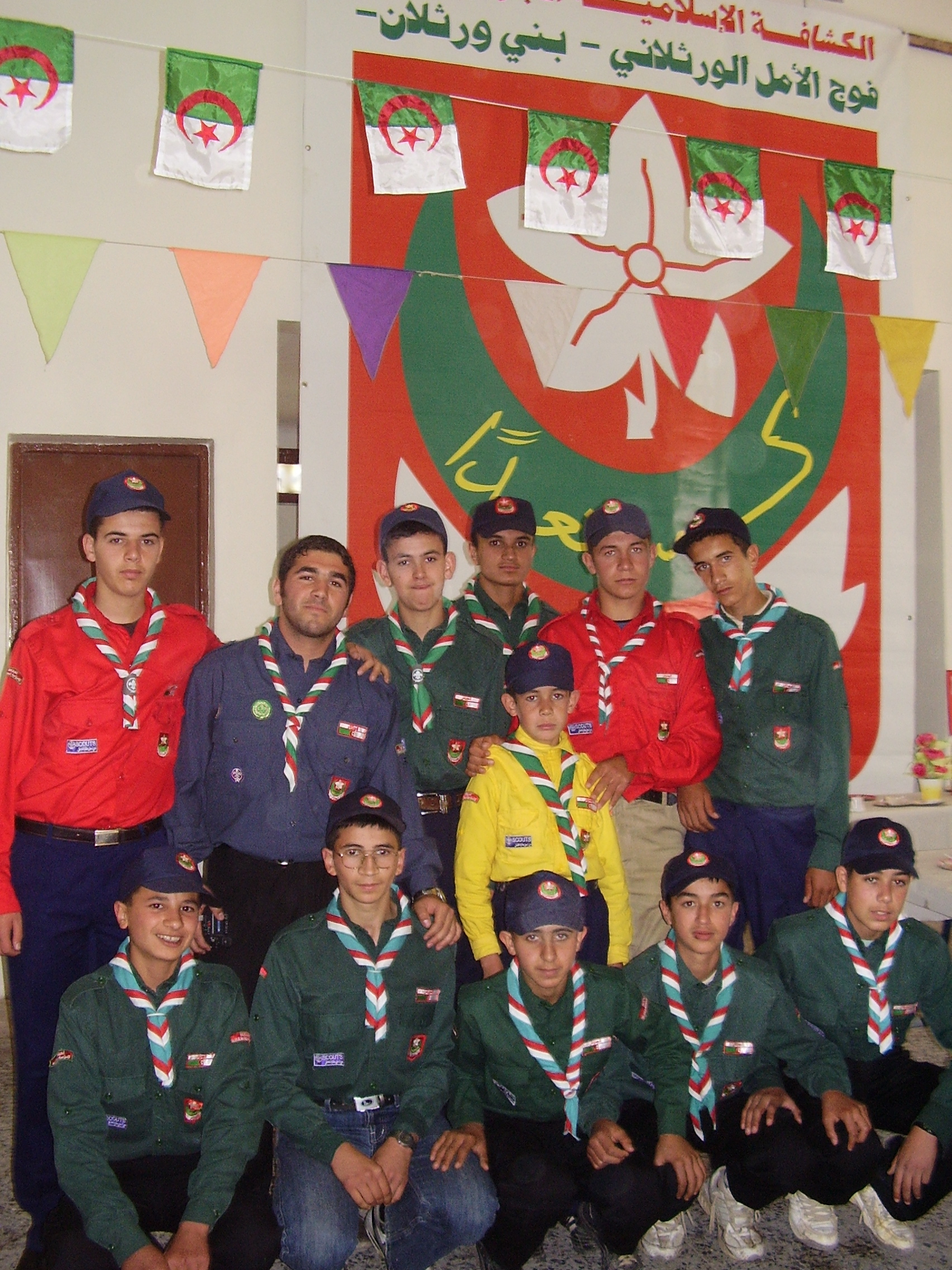
Un groupe de Scouts musulmans algériens à Beni Ourtilane en 2008

Le scoutisme en Algérie débute en 1935, avec la fondation des Scouts musulmans algériens (SMA) par Mohamed Bourass. La première section à Alger en 1935 s'appelait la section al Falah. Dans l'Algérie coloniale, les mouvements scouts métropolitains étaient également représentés ; le Scoutisme français disposait d'une section algérienne dans laquelle siégeaient les SMA avec les associations métropolitaines.